# Recioto della Valpolicella
Il Recioto della Valpolicella è un vino rosso passito dolce DOCG del Veneto prodotto in Valpolicella. Il nome deriva dal termine veneto "recia" (orecchia), perché per il processo di appassimento viene utilizzata solo la parte più alta e meglio esposta del grappolo, quindi più ricca di zuccheri.

## Zona di produzione
La zona di produzione comprende, in tutto o in parte, i comuni di Marano di Valpolicella, Fumane, Negrar di Valpolicella, San Pietro in Cariano, Sant'Ambrogio di Valpolicella, Dolcè, Verona, San Martino Buon Albergo, Lavagno, Mezzane di Sotto, Tregnago, Illasi, Colognola ai Colli, Cazzano di Tramigna, Grezzana, Pescantina, Cerro Veronese, San Mauro di Saline e Montecchia di Crosara.
La sottozona Classico è limitata ai comuni di Fumane, Marano di Valpolicella, Negrar, San Pietro in Cariano, Sant'Ambrogio di Valpolicella, facenti parte della Valpolicella classica. 
La sottozona Valpantena è delimitata nell'omonima valle, ubicata nell'area a nord-ovest della zona delimitata.

## Storia
Le prime tracce di un antenato del Recioto si hanno nel quarto secolo dopo Cristo, quando Cassiodoro descriveva l’Acinatico come un vino dolce, «regio per colore [...] denso e carnoso», ottenuto da una speciale tecnica d'appassimento delle uve.
Nella seconda metà dello stesso secolo il vescovo di Verona Zeno comunicava agli agricoltori gli insegnamenti viticoli, parlando di un miracolo del «sole che si fa vino» e suggerendo di conservare lungamente il prodotto nelle botti: «ut melius veterascendo reddatur» (affinché invecchiando migliori).
Nel 1276 Alberto I della Scala promulgò gli Statuti che regolavano la vendita al dettaglio, il trasporto dell'uva e del vino e l'epoca della vendemmia, proibendo di svolgerla in anticipo sulla maturazione delle uve. Era anche vietata la conservazione in casa: ciò non piacque ai produttori in quanto contrastava con le tradizionali pratiche di appassimento e venne disattesa. 
L'uva Corvina fu identificata ufficialmente come cultivar tipica della Valpolicella nella prima catalogazione ampelografia del XIX secolo.

### Eventi
Il lunedì di Pasquetta a Negrar viene organizzata una manifestazione mostra detta Palio del Recioto, una gara tra alcuni produttori locali del suddetto vino, con possibilità di assaggi ed acquisti.
Ad esso è abbinata un'importante corsa ciclistica internazionale per under 23, che annovera nel suo albo d'oro campioni che in seguito hanno avuto importanti carriere tra i professionisti (Francesco Moser ed altri).

## Tecniche di produzione
Le viti devono essere allevate esclusivamente a spalliera o a pergola veronese inclinata mono o bilaterale.
Appassimento
Una parte fondamentale nella produzione del Recioto consiste nell'appassimento delle uve vendemmiate: occorre attuare una cernita delle più mature, scartandone al massimo il 35%, che sarà destinabile a produrre le DOC "Valpolicella" e "Valpolicella Ripasso".  Le parti di grappolo solitamente preferite sono le ali (in veneto chiamate recie, cioè "orecchie", da cui il nome del vino).
Le operazioni di appassimento devono avvenire nella zona di produzione; la vinificazione, l'invecchiamento e l'imbottigliamento possono effettuarsi nei comuni su cui ricade l'area e in stabilimenti in provincia di Verona autorizzati singolarmente dal 2010. Identica regolamentazione vale anche per le sottozone "Classico" e "Valpantena".
La spumantizzazione deve essere effettuata nel territorio della Regione Veneto.
La produzione del Recioto della Valpolicella è molto simile a quella dell'Amarone della Valpolicella, al punto che le etichette storiche dell'Amarone portavano la dicitura "Recioto Amarone della Valpolicella". La differenza tra i due vini consiste nel fatto che nel Recioto la fermentazione alcolica viene interrotta ottenendo un vino dolce.

## Disciplinare
La definizione della zona ed il miglioramento delle tecniche di produzione e vinificazione del Recioto hanno portato nel 1968 all’approvazione ufficiale del primo disciplinare di produzione e al riconoscimento della DOC "Valpolicella". 
La tipologia "Recioto" (contemporaneamente alla tipologia "Amarone") è stata scorporata come denominazione di origine controllata e garantita con DM 24 marzo 2010, pubblicato sulla Gazzetta Ufficiale n. 84.
 Successivamente il vino è stato modificato con:
- D.M. 30.11.2011 G.U. 295
- D.M. 07.03.2014 Sito ufficiale Masaf
- D.M. 02.08.2019 Sito ufficiale Masaf
- L'attuale versione è stata approvata con D.M. 03.08.2023 Sito ufficiale Mipaaf

## Tipologie
Il Recioto delle Valpolicella può essere commercializzato sia come vino fermo che come spumante; entrambe le tipologie possono avere la menzione Valpantena" o la menzione Classico se prodotti nelle rispettive zone delimitate.
L'uvaggio per tutte le tipologie e menzioni è il seguente:
anche in percentuali minori con Forselina, Negrara e Oseleta. La Molinara uscita recentemente dal disciplinare è comunque permessa. Sono le stesse uve che vengono utilizzate per la produzione dell'Amarone.
- Corvina e Corvinone dal 45% al 95 %
- Rondinella: 5.0% al 30 %
- Altri vitigni, fino al 25% totale 
  - a bacca rossa non aromatici, massimo 15%, col limite del 10% per ognuno
  - autoctoni italiani  a bacca rossa, massimo 10% per l'eventuale rimanente

### Recioto
Anche la versione "spumante" e/o con le menzioni "classico" e "Valpantena"
| titolo alcolometrico minimo      | 12,00% vol. |
| residuo alcolometrico potenziale | 2,80% vol.  |
| acidità totale minima            | 5,0 g/l.    |
| estratto secco minimo            | 28,00 g/l   |
| resa massima di uva per ettaro   | 120 q.      |
| resa massima di uva in vino      | 40%         |

#### Abbinamenti consigliati
Il suo sapore dolce e vellutato si sposa molto bene con un cioccolato intenso.

## Altri vini della Valpolicella
- Valpolicella
- Amarone della Valpolicella
- Valpolicella Ripasso